# Новосуринский заказник
Новосуринский заказник — государственный природный заказник (комплексный) регионального (областного) значения Московской области, территория которого имеет особое значение для сохранения и восстановления природных комплексов и их компонентов и поддержания экологического баланса. На заказник возложены следующие задачи: сохранение природных комплексов; сохранение местообитаний редких видов растений и животных.
Заказник основан в 1989 году. Местонахождение: Московская область, Можайский городской округ, городское поселение Можайск и сельское поселение Борисовское, к югу от автодороги А-100 (Москва — Бородино), к западу и юго-западу от деревни Кукарино. Заказник состоит из двух участков, разделенных полосой отвода Московской железной дороги (Смоленского направления Московско-Смоленского отделения). Общая площадь заказника 717,06 га (участок 1 (южный) — 495,95 га, участок 2 (северный) — 221,11 га). Участок 1 включает кварталы 111—115, участок 2 включает кварталы 99, 100 Можайского участкового лесничества Бородинского лесничества.

## Описание
Заказник находится на повышенном моренном участке моренно-водноледниковой равнины, через который проходит водораздел рек Москвы и Протвы. Равнина сложена валунным суглинком основной морены московского оледенения, залегающей непосредственно на известняках карбона. Поверхность равнины повсеместно сложена тяжелыми покровными суглинками.
Рельеф территории характеризуется чередованием плосковершинных холмов и заболоченных западин при незначительном перепаде высот. Абсолютная высота самой высокой точки территории участка 1 на плоской вершине холма в квартале 113 Можайского участкового лесничества составляет 225 м над уровнем моря. Наименьшая высота участка 1 характерна для его юго-восточного угла (195 м над уровнем моря). Наивысшая точка участка 2 находится у его южной границы на склоне моренного холма и достигает 216 м над уровнем моря. Самая низкая точка участка 2 расположена на его северной границе на днище эрозионной долины 196 м над уровнем моря. Общий перепад высот на территории заказника не превышает 30 м. Уклоны поверхности, как правило, не превышают 5°, составляя в основном 1—3°.
Эрозионная сеть в заказнике развита слабо. Единственная четко выраженная в рельефе эрозионная долина пересекает участок 2 с юга на север восточнее СНТ «Юбилейный». Другие немногочисленные линейные понижения рельефа представлены неглубокими сырыми лощинами и балками, местами заболоченными. Водотоки заказника носят временный характер и формируют эрозионные врезы шириной до 2 м и глубиной до 1 м по днищам балок. Поверхностный сток участка 1 преимущественно направлен в реку Мжут, левый приток реки Протвы, сток участка 2 относится к водосборной площади бассейна реки Москвы.
В межхолмовых западинах отмечается сезонное переувлажнение, местами заболачивание. Из водных объектов на территории заказника представлены небольшие низинные болота.
В почвенном покрове преобладают дерново-подзолисто-глеевые почвы. Реже, как правило, на наиболее крутых для этой территории склонах представлены дерново-подзолистые почвы. На участках низинных болот сформировались торфяные эутрофные почвы.

### Флора и растительность
В растительности заказника широко представлены старовозрастные дубово-осиновые и осиново-дубовые лещиновые леса с березой широкотравные и широкотравно-влажнотравные в разных вариациях состава отдельных ярусов и с довольно значительным участием в травяно-кустарничковом ярусе видов иных эколого-ценотических групп (таежные, лугово-лесные, сорно-лесные). Такие леса преобладают в северной и северо-восточной частях участка 1 (кварталы 112, 113) и восточной половине участка 2 (квартал 100).
Осины и березы в этих лесах имеют значительный возраст (до 80—100 лет), диаметр их стволов достигает 60—70 см. Дуб встречается как единичными экземплярами, так и группами. Диаметр стволов некоторых деревьев дуба достигает 70—80 см. Кустарниковый ярус сомкнутый, образован лещиной и жимолостью обыкновенной. В травяном ярусе преобладают виды дубравного широкотравья: зеленчук жёлтый, пролесник многолетний, медуница неясная, копытень европейский, лютик кашубский, фиалка удивительная, сныть обыкновенная, звездчатка жёстколистная, колокольчик широколистный — редкий и уязвимый вид, не внесённый в Красную книгу Московской области, но нуждающийся на территории области в постоянном контроле и наблюдении.
В нижних частях склонов и западинах развиты дубово-осиновые лещиновые хвощово-зеленчуковые сообщества с папоротниками (щитовником картузианским, распростёртым и мужским, кочедыжником женским). Здесь произрастают земляника мускусная и купальница европейская — редкие и уязвимые виды, не внесенные в Красную книгу Московской области, но нуждающиеся на территории области в постоянном контроле и наблюдении.
В дубово-осиновых лещиновых влажнотравно-широкотравных лесах, кроме видов дубравного широкотравья, постоянны скерда болотная, чистец лесной, гравилат речной, осока лесная, хвощ лесной и папоротники. Здесь обычны кострец Бенекена, коротконожка лесная, бутень ароматный, лютик кашубский и вороний глаз. В западинах произрастают таволга вязолистная и щучка дернистая.
В старовозрастных разрежённых осинниках лещиновых широкотравно-влажнотравных на прогалинах кроме указанных видов влажнотравья и широкотравья среди таволги вязолистной, купальницы европейской, вейника сероватого обильны: бутень ароматный, буквица лекарственная, герань болотная, валериана лекарственная, овсяница гигантская, вербейник обыкновенный, горец змеиный, а также редкие и уязвимые виды, не внесённые в Красную книгу Московской области, но нуждающиеся на территории области в постоянном контроле и наблюдении: борец шерстистоустый, синюха голубая и пальчатокоренник Фукса, а также кустарник — волчеягодник обыкновенный, или же волчье лыко.
Среди осиновых старовозрастных лесов западной половины участка 2 (квартал 99) встречаются участки осиново-дубовых и елово-дубовых лесов лещиновых широкотравных, чаще всего папоротниково-копытнево-зеленчуковых, где, кроме видов дубравного широкотравья, произрастают папоротники и кислица, а под группами елей отмечены таёжные виды — ортилия однобокая (рамишия однобокая), грушанка малая, седмичник европейский и черника.
В межхолмовых понижениях, эрозионных долинах и бороздах произрастают дубово-осиновые и осиново-дубовые жимолостно-лещиновые широкотравные леса с участием ели, берёзы, местами клёна остролистного и вяза голого. В их травяном ярусе преобладают типичные виды дубравного широкотравья: осока волосистая, зеленчук жёлтый, пролесник многолетний, ветреница лютиковая. В нижних частях склонов господствуют пролесник многолетний, яснотка крапчатая, чистец лесной, бор развесистый, папоротники и колокольчик широколистный (редкий и уязвимый вид, не внесённый в Красную книгу Московской области, но нуждающийся на территории области в постоянном контроле и наблюдении), изредка встречается борец высокий (аконит), воронец колосистый и подлесник европейский — вид, занесённый в Красную книгу Московской области.
Значительные площади в кварталах 99 (участок 2) и 111 (участок 1) занимают заболоченные пушистоберёзовые леса с ольхой серой, подростом ели, кустарниковыми ивами серовейниково-влажнотравные долгомошно-зеленомошные и осоково-хвощёво-камышовые. Для них характерно присутствие хвоща лесного, ситника развесистого, вейника сероватого, вербейник обыкновенного, осок пузырчатой и сероватой, грушанки круглолистной и фиалки болотной. Данные сообщества имеют черты осушённых в прошлом лесов, здесь встречаются небольшие дренажные канавы.
Заболоченные понижения заняты сероольшанниками с осиной, дубом и берёзой папоротниково-крапивно-таволговыми. Здесь обычны: мягковолосник водяной, чистяк весенний, гравилат речной, папоротники, бодяк огородный, сныть обыкновенная и селезёночник супротивнолистный.
В западной половине участка 2 (квартал 99), южной и юго-восточной частях участка 1 (кварталы 114, 115) довольно большие площади приходятся на культуры ели возрастом до 40 лет, которые узкими полосами пересекают старовозрастные осиновые и осиново-дубовые лещиновые снытьево-зеленчуковые леса.
Луга приурочены преимущественно к территории участка 1. Луга на сырых лесных полянах и прогалинах представлены щучково-влажнотравными сообществами, где обычны таволга вязолистная, вербейник обыкновенный, вербейник монетчатый, скерда болотная, лютик ползучий, дудник лесной, влажнотравно-полевицево-щучковыми сообществами с щучкой дернистой, душистым колоском, овсяницей луговой, бодяком болотным, лютиком едким, ситниками тощим и нитевидным, гравилатом речным, лапчаткой прямостоячей, осокой опушенной, Черноголовкой обыкновенной, вербейником обыкновенным, буквицей лекарственной, сивцом луговым, геранью болотной, горицветом кукушкиным и другими луговыми и лугово-лесными видами. В заболоченных понижениях на полянах к вышеперечисленным видам добавляются лисохвост луговой, ситники скученный и развесистый, осоки бледноватая, жёлтая и заячья, подмаренник топяной, бодяк разнолистный и хвощ луговой.
Ряд крупных лесных полян среди дубово-осиновых лесов участка 1 занят злаково-влажнотравно-разнотравными лугами с наиболее высоким флористическим богатством. В травостое здесь обычны: ежа сборная, вейник наземный, полевица тонкая, щучка дернистая, герань болотная, буквица лекарственная, зверобой пятнистый, марьянник дубравный, вербейник обыкновенный, сивец луговой, скерда болотная, дудник лесной, хвощ лесной, василисник светлый, василек фригийский, гирча тминолистная, купырь лесной, лапчатка прямостоячая. На этих полянах произрастают редкие и охраняемые виды растений: шпажник, или гладиолус черепитчатый (вид растений занесен в Красную книгу Московской области), а также купальница европейская, пальчатокоренник Фукса и любка двулистная (редкие и уязвимые виды, не внесённые в Красную книгу Московской области, но нуждающиеся на территории области в постоянном контроле и наблюдении). Шпажник представлен значительным числом экземпляров, обильно цветет и плодоносит.
На одной из самых крупных злаково-разнотравно-влажнотравной (местами заболоченной) поляне с кустарниковыми ивами и подростом берёзы, кроме большого количества шпажника, произрастают ирис, или касатик сибирский, пальчатокоренник балтийский, или длиннолистный (оба вида растений занесены в Красную книгу Московской области, а пальчатокоренник балтийский, или длиннолистный, также в Красную книгу Российской Федерации); пальчатокоренник мясо-красный, тайник яйцевидный (редкие и уязвимые виды, не внесённые в Красную книгу Московской области, но нуждающиеся на территории области в постоянном контроле и наблюдении), пальчатокоренник Фукса, купальница европейская, синюха голубая. В травяном покрове этих полян встречаются: лисохвост луговой, щучка дернистая, колосок душистый, овсяница луговая, мятлик обыкновенный, полевица тонкая, трясунка средняя, осоки бледноватая, просяная, заячья, жёлтая, лисья и опушенная, виды ситников, сивец луговой, герань болотная, василёк фригийский, таволга вязолистная, марьянник дубравный, лапчатка калган, вербейник монетчатый, василисник светлый, горицвет кукушкин, валериана лекарственная, гравилат речной, гирча тминолистная, бодяки болотный и огородный, хвощ болотный, зверобой пятнистый, лютик едкий, дудник лесной, горец змеиный, незабудка болотная и щавель кислый.
На относительно дренированных участках этих полян развиты разнотравно-наземновейниковые и разнотравно-кострецовые луга с вейником наземным, кострецом безостым, овсяницей красной, душистым колоском, ежой сборной, видами манжеток, лядвенцем рогатым, васильком луговым, клевером луговым.
На небольших низинных ивняковых вахтово-осоковых болотах среди влажных березняков много камыша лесного, хвоща речного, а в центре встречаются клюква и сфагновые мхи. Кроме влажнотравно-осоковых болот отмечаются тростниковые болота с березами, с осоками и хвощом речным. Окраины болот заняты полосами осоково-таволговых сообществ с осоками пузырчатой и сероватой.

### Фауна
Животный мир территории отличается хорошей сохранностью и репрезентативностью для природных сообществ Московской области. Основу фаунистического комплекса наземных позвоночных животных заказника составляют виды, характерные для лиственных и смешанных лесов Центральной России. Доминируют виды, экологически связанные с древесно-кустарниковой растительностью. Доля обитателей лугово-полевых угодий среди позвоночных животных невысока. В границах заказника можно выделить три основных зоокомплекса (зооформации): зооформация лиственных лесов; зооформация увлажненных местообитаний; зооформация открытых местообитаний.
Лиственные и смешанные леса разных типов (участки 1, 2) имеют свой, присущий им комплекс видов животных, среди которых: заяц-беляк, обыкновенная кукушка, белоспинный дятел (вид, занесенный в Красную книгу Московской области), рябинник, белобровик, чёрный дрозд, певчий дрозд, зарянка, зяблик, славка-черноголовка, пеночка-весничка, пеночка-трещотка, ополовник, большая синица, мухоловка-пеструшка, остромордая и травяная лягушки.
По лесным опушкам и лугам на участке 1 обычны: европейский крот, тёмная полёвка, чёрный хорь, канюк, пустельга (редкий и уязвимый вид, не внесённый в Красную книгу Московской области, но нуждающийся на территории области в постоянном контроле и наблюдении), белая трясогузка, лесной конёк, чёрный стриж, деревенская ласточка, луговой чекан, обыкновенная овсянка, серая славка, коноплянка, щегол, сорока, галка. Пресмыкающиеся представлены живородящей ящерицей.
Локальные заболоченные западины, сырые участки леса, канавы служат местом обитания видов, объединённых в зооформацию влажных местообитаний. Данная зооформация представлена на обоих участках заказника. Здесь наиболее высокой численности достигает кабан. В этих биотопах гнездятся: болотная камышовка, речной сверчок, камышовая овсянка. Здесь обитают три вида лягушек: прудовая, остромордая и травяная.
На всей территории заказника встречаются: обыкновенный ёж, обыкновенная лисица, тетеревятник, перепелятник, большой пёстрый дятел.
На территории заказника обитают четыре вида позвоночных животных (обыкновенный осоед, клинтух, кедровка и орешниковая соня), занесенных в Красную книгу Московской области. Кроме них здесь встречаются два вида летучих мышей, которые являются редкими и уязвимыми видами, не внесенными в Красную книгу Московской области, но нуждающимися на территории Московской области в постоянном контроле и наблюдении — рыжая вечерница и лесной нетопырь.
Большое количество флористически богатых злаково-влажнотравно-разнотравных лесных полян среди дубово-осиновых лесов, изобилующих цветущими растениями, обеспечивает благоприятные условия для формирования богатой фауны насекомых. На территории заказника постоянно обитает нептис, или пеструшка, сафо — вид бабочек, занесенный в Красную книгу Московской области, а также имеются достоверные сведения об обитании ещё 14 видов бабочек, занесенных в Красную книгу Московской области: желтушка торфяниковая, шашечница авриния, шашечница матурна, или большая, шашечница диамина, шашечница феба, перламутровка лаодика, или зеленоватая, червонец Гелла, голубянка торфяниковая, малый ночной павлиний глаз, бражник слепой, бражник амурский, или осиновый, медведица придворная, медведица-госпожа, плюзидия лакфиолевая. Кроме того, здесь встречаются восемь редких и уязвимых видов чешуекрылых, не включенных в Красную книгу Московской области, но нуждающихся на территории области в постоянном контроле и наблюдении: лесная толстоголовка, или толстоголовка фавн, цветочный глазок, или бархатница гиперант, краеглазка печальная, или крупноглазка, чернушка лигея, или коричневый сатир, перламутровка ино, или таволговая перламутровка, бархатница волоокая, или воловий глаз; а также кисточница тимон и эухальция изменчивая.

## Объекты особой охраны заказника
Охраняемые экосистемы: дубово-осиновые лещиновые широкотравные леса, дубово-осиновые лещиновые влажнотравно-широкотравные, в том числе хвощово-зеленчуковые леса, осиново-дубовые и елово-дубовые лещиновые широкотравные леса, заболоченные пушистоберезовые леса с ольхой серой; влажнотравно-злаково-разнотравные и влажнотравно-полевицево-гцучковые поляны со шпажником, ирисом сибирским и редкими орхидными; ивняковые вахтово-осоковые болота с клюквой и сфагновыми мхами, тростниковые болота с осоками и хвощом речным.
Места произрастания и обитания охраняемых в Московской области, а также иных редких и уязвимых видов растений и животных, зафиксированных в заказнике.
Охраняемые в Московской области, а также иные редкие и уязвимые виды растений:
- вид, занесенный в Красные книги Российской Федерации и Московской области: пальчатокоренник балтийский, или длиннолистный;
- виды, занесенные в Красную книгу Московской области: ирис, или касатик, сибирский, подлесник европейский, шпажник, или гладиолус, черепитчатый;
- виды, являющиеся редкими и уязвимыми таксонами, не внесенные в Красную книгу Московской области, но нуждающиеся на территории области в постоянном контроле и наблюдении: волчеягодник обыкновенный, или волчье лыко, купальница европейская, пальчатокоренник мясо-красный и пальчатокоренник Фукса, тайник яйцевидный, любка двулистная, борец шерстистоустый, земляника мускусная, колокольчик широколистный, синюха голубая.

Охраняемые в Московской области, а также иные редкие и уязвимые виды животных:
- виды, занесенные в Красную книгу Московской области: обыкновенный осоед, клинтух, кедровка, орешниковая соня, нептис, или пеструшка, сафо, желтушка торфяниковая, шашечница Авриния, шашечница матурна, или большая, шашечница диамина, шашечница Феба, перламутровка Лаодика, или зеленоватая, червонец Гелла, голубянка торфяниковая, малый ночной павлиний глаз, бражник слепой, бражник амурский, или осиновый, медведица придворная, медведица-госпожа, плюзидия лакфиолевая;
- виды, являющиеся редкими и уязвимыми таксонами, не внесённые в Красную книгу Московской области, но нуждающиеся на территории области в постоянном контроле и наблюдении: рыжая вечерница, лесной нетопырь, кисточница тимон, эухальция изменчивая, лесная толстоголовка, или толстоголовка фавн, цветочный глазок, или бархатница гиперант, краеглазка печальная, или крупноглазка, чернушка лигея, или коричневый сатир, перламутровка ино, или таволговая перламутровка, бархатница волоокая, или воловий глаз.